# Araeopteron pictale
Araeopteron pictale är en fjärilsart som beskrevs av George Francis Hampson 1893. Araeopteron pictale ingår i släktet Araeopteron och familjen nattflyn. Inga underarter finns listade i Catalogue of Life.